# Tolpiodes fasciata
Tolpiodes fasciata là một loài bướm đêm trong họ Noctuidae.